# 瞿白音
瞿白音（1910年4月8日—1979年11月1日），原名瞿金驹，笔名白音、颜可凤、殷涛、朱诚、慕云等，男，江苏嘉定（今属上海市）人，中国电影剧作家、理论家，中国作家协会会员，中国戏剧家协会理事，曾任上海市电影局副局长。